# Svetlana Grankovskaya
Svetlana Grankovskaya, née le 22 février 1976 à Kharkiv en République socialiste soviétique d'Ukraine, est une coureuse cycliste sur piste russe. Spécialiste de la vitesse, elle a été trois fois championne du monde de cette discipline. Elle a également remporté le titre mondial du keirin en 2003.

## Palmarès

### Jeux olympiques
- Athènes 2004
  - 4e de la vitesse
  - 9e du 500 mètres
- Athènes 2008
  - 9e de la vitesse

### Championnats du monde
- Anvers 2001
  -  Championne du monde de vitesse
- Stuttgart 2003
  -  Championne du monde de vitesse
  -  Championne du monde de keirin
- Melbourne 2004
  -  Championne du monde de vitesse
- Pruszkow 2009
  - 8e de la vitesse par équipes

### Coupe du monde
- 2002
  - Classement général de la vitesse
    - 2e de la vitesse à Moscou
    - 2e de la vitesse à Monterrey

  - Classement général du keirin
    - 3e du keirin à Monterrey
- 2004
  - 1re de la vitesse à Moscou
  - 1re de la vitesse par équipes à Moscou (avec Oksana Grichina)
- 2008-2009
  - 3e de la vitesse par équipes à Manchester

### Championnats nationaux
- 2007
  -  Championne de Russie de vitesse
- 2008
  -  Championne de Russie du keirin
  -  Championne de Russie de vitesse individuelle
  -  Championne de Russie de vitesse par équipes